# Einer-Canadier

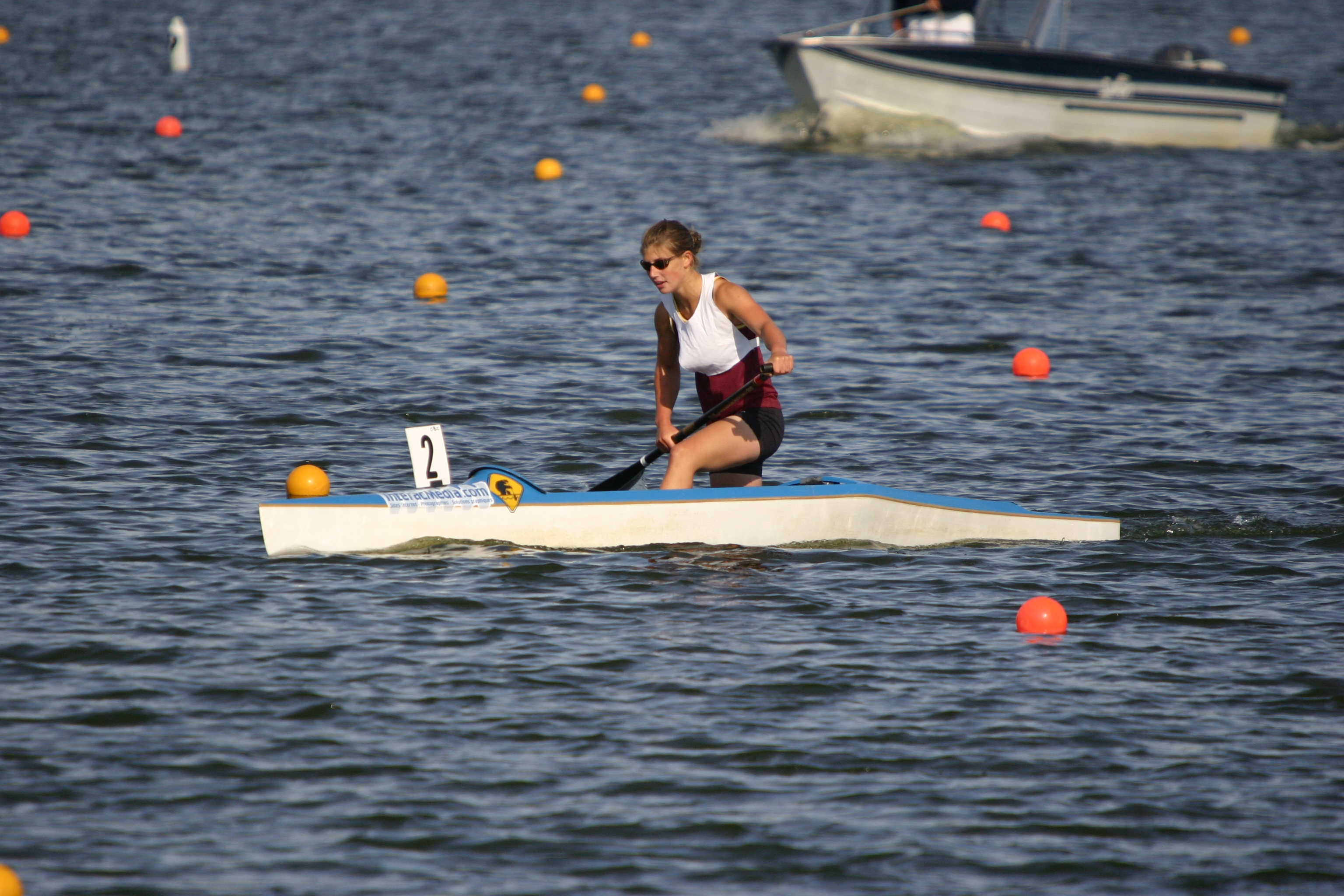
Kanurennsport-Wettkampf im Einer-Canadier

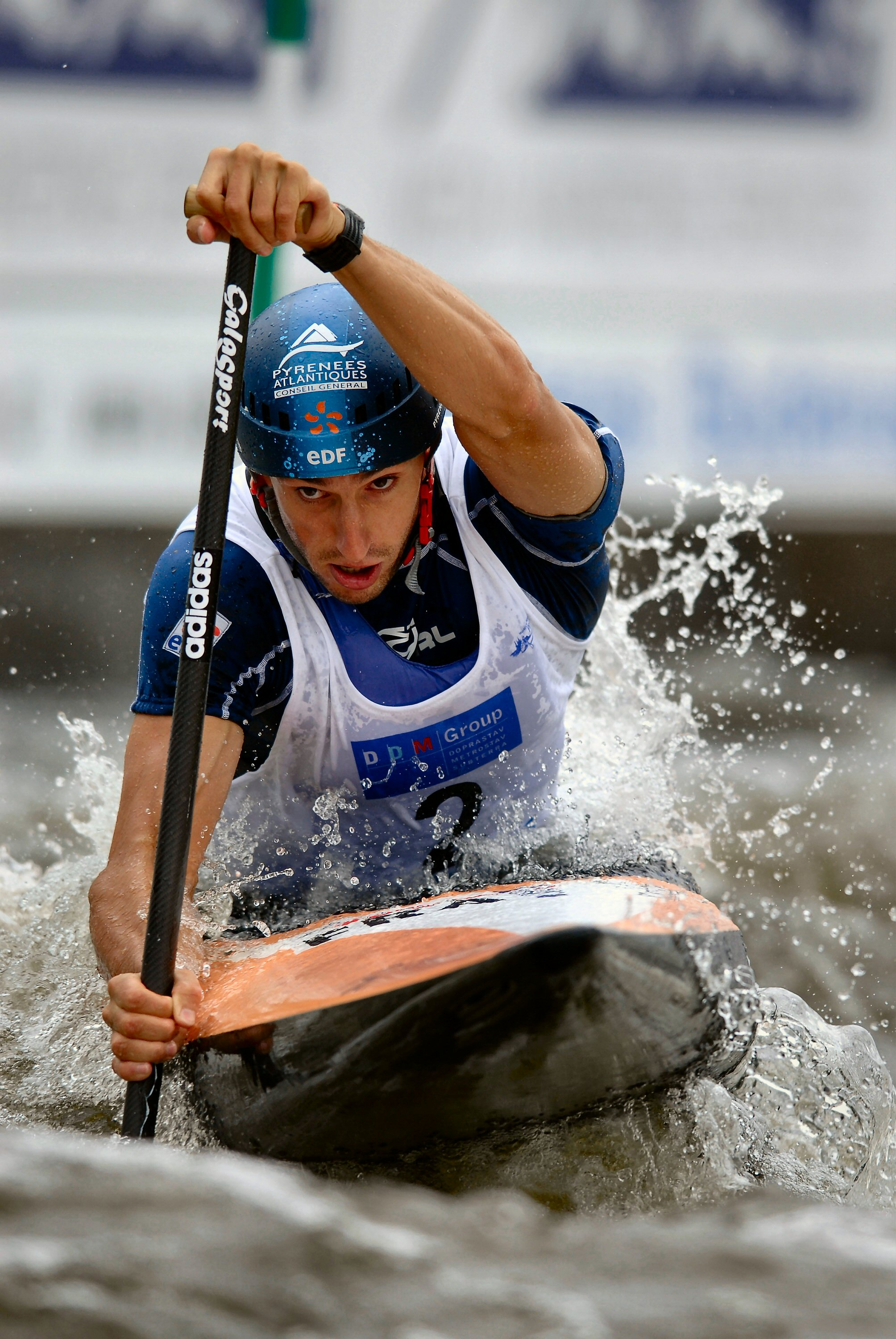
Tony Estanguet im Einer-Canadier bei seinem Weltmeisterschafts-Gold-Rennen 2006 in Prag

Ein Einer-Canadier (C1) (auch Einer-Kanadier oder Canadier-Einer) ist ein Canadier, der für einen einzigen Fahrer ausgelegt ist (im Gegensatz zu Zweier-Canadier usw.). Der Einer-Canadier ist eine Bootsklasse im Kanusport und wird als Wettkampfdisziplin im Kanurennsport, Kanumarathon, Kanuslalom, Wildwasserrennsport und Playboating (Kanufreestyle) gefahren.
Der Einer-Canadier wird mit einem Stechpaddel bewegt. Traditionell sitzt der Paddler im Einzel-Canadiert auf seinen untergeschlagenen Beinen (Schienbeinen); dafür wird in der Regel ein besonderer Sitz benutzt. In modernen Rennbooten kniet der Kanute auf einem Bein und stellt das andere Bein auf. Im Freizeitbereich sind Einer-Canadier oft mit einer niedrigen Bank versehen, damit der Fahrer nicht auf seinen Knien sitzen muss.

## Technik
Die Technik variiert je nach gefahrenem Boot und Gebrauch.
Auf Zahmwasser (flache Flüsse, Seen usw.) kann das Paddel im Einer-Canadier stets auf derselben Seite (rechts oder links) des Paddlers eingesetzt werden. Den Geradeauslauf des Bootes stellt ein spezieller Steuerschlag (J-Schlag) sicher. Besonders im Rennsport haben sich viele erfahrene Paddler so auf eine Seite spezialisiert, dass sie Schwierigkeiten haben, das Boot im Gleichgewicht zu halten, wenn sie auf der anderen Seite paddeln.
Viele Freizeit- oder weniger geübte Fahrer paddeln ebenfalls generell nur auf einer Seite, wechseln diese Seite jedoch nach einer gewissen Zeit; dadurch bleibt die körperliche Belastung gleichmäßiger.
Im Wildwasser, insbesondere im Kanuslalom oder Kanufreestyle, setzen die Kanuten auch übergegriffene Paddelschläge ein. Dadurch sind schnellere Richtungswechsel und allgemein schnellere und kraftvollere Reaktionen möglich.
Einzel-Canadier werden selten an der Küste gepaddelt, wo generell Kajaks bevorzugt werden. Vor allem in Nordamerika sind jedoch hin und wieder auch Canadier zu sehen. Generell entspricht das Küstenpaddeln dabei dem Zahm- und Wildwasser: Auf längeren Strecken ohne starke Welleneinwirkung kann der Canadier einseitig gepaddelt werden. Für engere Wendungen oder allgemein schnelle Reaktionen auf Strömung oder Wellen können aber auch übergegriffene Paddelschläge nötig werden.

## Disziplinen
Der Einer-Canadier der Herren ist im Kanurennsport (500 und 1000 m) sowie im Kanuslalom olympische Sportdisziplin. Der Einer-Canadier der Damen ist seit 2010 Bestandteil des Wettkampfprogramms der International Canoe Federation (ICF) und ab den Sommerspielen in Tokio 2020 wird die neue Disziplin Einer-Canadier der Damen ins Programm aufgenommen.
Im Freestyle wird der C1 als gemischte Klasse gefahren, das heißt, Frauen und Männer treten in der gleichen Wertung gegeneinander an.

## Bootsmaße
Der C1 im Kanurennsport und Kanumarathon ist maximal 520 cm lang und hat minimales Gewicht von 14 kg im Rennsport oder 10 kg im Marathon. Die Bootsbreite ist seit 2001 nicht mehr festgelegt und hat seitdem abgenommen. Das Boot von Andreas Dittmer z. B. misst an der breitesten Stelle 35 cm.
Auch im Kanuslalom sind die Bootsmaße durch Wettkampfbestimmungen international einheitlich festgelegt. Der Einer-Canadier muss hier mindestens 350 cm lang und 60 cm breit sein und 9 kg wiegen.
Im Wildwasserrennsport muss der Einer-Canadier 430 cm lang und 70 cm breit sein und 12 kg wiegen.
Im Freestyle (Kanurodeo) sind die Bootsmaße, wie der Name schon verrät, nicht festgelegt. Moderne Rodeoboote messen jedoch allesamt deutlich unter zwei Meter. Eingesetzt werden die gleichen Boote wie für K1-Kanuten, nur die Innenausstattung wird angepasst.